# Clavelina pseudobaudinensis
Clavelina pseudobaudinensis är en sjöpungsart som först beskrevs av Kott 1976.  Clavelina pseudobaudinensis ingår i släktet Clavelina och familjen klungsjöpungar. Inga underarter finns listade i Catalogue of Life.